# María la Judía
María la Judía, también conocida como María la Hebrea o Míriam la Profetisa, fue la primera mujer alquimista. Vivió entre el siglo I y el siglo III d. C. en Alejandría. Es considerada como la «fundadora de la alquimia» y una gran contribuidora a la ciencia práctica. 

## Origen
Igual que sucedió con la mayoría de los adeptos o iniciados antiguos, la identidad de María la Judía ha llegado un tanto oscurecida. Algunos la asociaban con María Magdalena. Los alquimistas del pasado creían que era Miriam, la hermana de Moisés y del profeta Aarón, pero las pruebas que apoyan esta pretensión son escasas.
La referencia más concreta de su existencia se da gracias a Zósimo de Panópolis, erudito alquimista de Alejandría que en el siglo IV d. C. recopiló las enseñanzas de muchos iniciados anteriores para formar lo que llegó a ser una enciclopedia del arte hermético. En sus escritos es en dónde cita a María casi siempre en pasado, mencionándola como una de los “sabios antiguos”, y también describe varios de sus experimentos e instrumentos.
Jorge Sincelo, cronista bizantino del siglo VIII, presenta a María como maestra de Demócrito a quien conoció en Menfis (Imperio Antiguo de Egipto) en la época de Pericles. El enciclopedista árabe Al-Nadim la cita en su catálogo del Año 879 d. C. entre los cincuenta y dos alquimistas más famosos, por conocer la preparación de la cabeza o caput mortum. El filósofo romano Morieno la llama “María la Profetisa” y los árabes la conocieron como la “Hija de Platón”, nombre que en los textos alquímicos occidentales estaba reservado para el azufre blanco. María pasa así a ser identificada con la materia que trabaja.

## Obras
Se sabe que María escribió varios textos sobre alquimia, aunque ninguno de sus escritos han sobrevivido en su forma original; sin embargo, sus enseñanzas fueron ampliamente citadas por hermetistas posteriores. Su principal obra conocida es “Extractos hechos por un filósofo cristiano anónimo”, también nombrada como “Diálogo de María y Aros”, en donde están descritas y nombradas las operaciones que después serían la base de la alquimia. La leucosis (blanqueo) y la xantosis (amarilleo), una se hacía por trituración y la otra por calcinación. En esta obra se describe por primera vez el ácido de la sal marina y otro oxys (ácido) que se pueden identificar con el ácido acético. También aparecen varias recetas para hacer oro, incluso a partir de raíces vegetales como la de la mandrágora.
María era una respetada trabajadora de laboratorio que inventó  complicados aparatos destinados a la destilación y la sublimación de materias químicas, así como el famoso Baño María.

### Tribikos
El tribikos era una especie de alambique de tres brazos que se utilizaba para obtener sustancias purificadas a través de la destilación. Consistía en una vasija de barro que contenía el líquido que se iba a destilar, una mantera para la condensación del vapor (el 'ambix' o 'alembic'), de la que salían tres espitas de cobre, y frascos de vidrio para recibir el líquido. Una gotera o borde en el interior de la mantera recogía el destilado y lo llevaba a las espitas.
No se sabe exactamente si fue María la judía quien lo inventó, pero este instrumento se le adjudica ya que la primera descripción de este fue hecha por ella, esta descripción aparece en un escrito de Zósimo:

He de describiros el tribikos. Porque así se llama el aparato hecho de cobre y descrito por María, la transmisora del Arte. Dice lo que sigue:
"Háganse tres tubos de cobre dúctil un poco más gruesos que los de una sartén de cobre de pastelero; su longitud ha de ser aproximadamente de un codo y medio. Háganse tres tubos así y también un tubo ancho del ancho de una mano y con una abertura proporcionada a la de la cabeza del alambique. Los tres tubos han de tener sus aberturas adaptadas en forma de uña al cuello de un recipiente ligero, para que tengan el tubo-pulgar, y los dos tubos-dedo unidos lateralmente en cada mano. Hacia el fondo de la cabeza del alambique hay tres orificios ajustados a los tubos, y cuando se hayan encajado éstos se sueldan en su lugar, recibiendo el vapor el superior de una manera diferente. Entonces, colocando la cabeza del alambique sobre la olla de barro que contiene el azufre y tapando las juntas con pasta de harina, colóquense frascos de cristal al final de los tubos, anchos y fuertes para que no se rompan con el calor que viene del agua del medio".

### Kerotakis
El kerotakis es el más importante de los inventos de María la Judía, es un aparato de reflujo usado para calentar sustancias utilizadas en la alquimia y recoger sus vapores. Es un recipiente hermético con una lámina de cobre suspendida en su parte superior. Para que el aparato funcionase correctamente todas las uniones debían estar ajustadas al vacío. El uso de tales recipientes en las artes herméticas dio lugar a la expresión "sellado herméticamente".
María estudió los efectos de los vapores de arsénico, mercurio y azufre sobre los metales, ablandando e impregnándolos con colores. El kerotakis era la paleta triangular que usaban los artistas para mantener calientes sus mezclas de cera y pigmentos. María usó la misma paleta para ablandar metales e impregnarlos de color. Kerotakis llegó a ser el nombre de todo su aparato de reflujo, que consistía en una esfera o en un cilindro con una tapa hemisférica colocado sobre el fuego. Las soluciones de azufre, mercurio o sulfuro de arsénico se calentaban en un recipiente colocado cerca del fondo. Cerca de la parte superior del cilindro, suspendida de la cubierta, iba la paleta con la aleación de cobre y plomo (o de otros metales) que se iba a tratar. Al hervir el azufre o el mercurio, el vapor se condensaba en la parte superior del cilindro y el líquido volvía a caer, dando así un reflujo continuo. Los vapores de azufre o el condensado atacaban la aleación de metal, dando un sulfuro negro (“negro de María”) que se suponía representaba la primera etapa de la transmutación. Las impurezas se recogían en un tamiz mientras que los residuos (el sulfuro negro) volvían hacia la parte inferior. El calentamiento prolongado llegaba a dar una aleación parecida al oro, dependiendo el producto de los compuestos de metales y mercurio o de azufre empleados. El kerotakis también se usaba para la extracción de aceites de plantas, como el aceite esencial de rosas.
María la Judía y sus colegas creían que la reacción que tenía lugar en el kerotakis era una reconstitución mística del proceso de formación del oro que ocurría en las entrañas de la tierra. Su compuesto favorito de calcinación era el rejalgar, un mineral de color rojo anaranjado compuesto de sulfuro de arsénico, que a menudo aparece en las minas de oro. 
Posteriormente este instrumento fue modificado por el alemán Franz von Soxhlet que en 1879 creó el extractor que lleva su nombre, Extractor Soxhlet.

### Baño María
El baño María es una de las técnicas rudimentarias más antiguas empleadas actualmente tanto en las operaciones de laboratorio químicos y farmacéuticos, como en procesos industriales y domésticos. Consiste en introducir un recipiente en otro mayor que contiene agua en ebullición y se utiliza cuando se quiere calentar una materia de forma indirecta y uniforme. Sirve, por ejemplo, para destilar sustancias volátiles o aromáticas y para evaporar extractos.
Este es otro de los inventos de María, una especie de baño. El baño maría original era realmente un baño de arena y cenizas que calentaba otro recipiente con agua que a su vez calentaba al siguiente. El baño de arena tenía como objeto conservar mejor el calor que debía transmitir, ya que su temperatura podía ser superior a la del agua que hervía. Posteriormente a este aparato se le quita la arena quedándose sólo con el recipiente con agua, la cual deberá hervir y sus vapores serán capaces de calentar el otro recipiente que está dentro.
Los investigadores le atribuyen a María la Judía tanto el origen como el nombre de Baño María. Este término fue introducido por Arnaldo de Vilanova en el siglo XIV.

### Negro María
El negro María es una sustancia usada como pigmento en pintura, se trata de un compuesto de sulfuro de plomo y cobre. Para su fabricación usaba el instrumental creado por ella, el Kerotakis.